# Az Egyesült Német Csapat az 1964. évi téli olimpiai játékokon
Az Egyesült Német Csapat az ausztriai Innsbruckban megrendezett 1964. évi téli olimpiai játékokon az NDK és az NSZK közös csapata volt. Az Egyesült Német Csapat a játékokon 10 sportágban 96 sportolóval képviseltette magát, akik összesen 9 érmet szereztek.

## Érmesek
| Érem  | Versenyző                         | Sportág          | Versenyszám    |
| ----- | --------------------------------- | ---------------- | -------------- |
| Arany | Manfred Schnelldorfer             | Műkorcsolya      | Férfi egyéni   |
| Arany | Thomas Köhler                     | Szánkó           | Férfi egyes    |
| Arany | Ortrun Enderlein                  | Szánkó           | Női egyes      |
| Ezüst | Marika Kilius Hans-Jürgen Bäumler | Műkorcsolya      | Páros          |
| Ezüst | Klaus-Michael Bonsack             | Szánkó           | Férfi egyes    |
| Ezüst | Ilse Geisler                      | Szánkó           | Női egyes      |
| Bronz | Wolfgang Bartels                  | Alpesisí         | Férfi lesiklás |
| Bronz | Georg Thoma                       | Északi összetett | Egyéni         |
| Bronz | Hans Plenk                        | Szánkó           | Férfi egyes    |

## Alpesisí
Férfi
| Versenyző          | Versenyszám      | Selejtező | Selejtező | Selejtező | Selejtező | Döntő    | Döntő    | Döntő    | Döntő    | Döntő         | Döntő         |
| Versenyző          | Versenyszám      | 1. futam  | 1. futam  | 2. futam  | 2. futam  | 1. futam | 1. futam | 2. futam | 2. futam | Összesítés    | Összesítés    |
| Versenyző          | Versenyszám      | Idő       | Hely.     | Idő       | Hely.     | Idő      | Hely.    | Idő      | Hely.    | Idő           | Helyezés      |
| ------------------ | ---------------- | --------- | --------- | --------- | --------- | -------- | -------- | -------- | -------- | ------------- | ------------- |
| Wolfgang Bartels   | Lesiklás         |           |           |           |           |          |          |          |          | 2:19,48       |               |
| Wolfgang Bartels   | Műlesiklás       | 57,91     | 40.       | 55,84     | 8.        | 1:13,83  | 14.      | 1:02,09  | 7.       | 2:15,92       | 9.            |
| Wolfgang Bartels   | Óriás-műlesiklás |           |           |           |           |          |          |          |          | nem ért célba | nem ért célba |
| Willy Bogner       | Lesiklás         |           |           |           |           |          |          |          |          | 2:20,72       | 9.            |
| Willy Bogner       | Óriás-műlesiklás |           |           |           |           |          |          |          |          | kizárták      | kizárták      |
| Luggi Leitner      | Lesiklás         |           |           |           |           |          |          |          |          | 2:19,67       | 5.            |
| Luggi Leitner      | Műlesiklás       | 51,45     | 2.        |           |           | 1:11,19  | 8.       | 1:01,75  | 4.*      | 2:12,94       | 5.            |
| Luggi Leitner      | Óriás-műlesiklás |           |           |           |           |          |          |          |          | 1:50,04       | 8.            |
| Eberhard Riedel    | Műlesiklás       | 55,88     | 30.       | 54,44     | 3.        | 1:13,57  | 11.      | 1:05,28  | 21.      | 2:18,85       | 18.           |
| Eberhard Riedel    | Óriás-műlesiklás |           |           |           |           |          |          |          |          | 1:54,17       | 15.           |
| Ernst Scherzer     | Műlesiklás       | 54,77     | 19.       |           |           | 1:14,67  | 21.      | 1:03,43  | 14.      | 2:18,10       | 13.           |
| Fritz Wagnerberger | Lesiklás         |           |           |           |           |          |          |          |          | 2:21,03       | 12.           |

Női
| Versenyző         | Versenyszám      | 1. futam | 1. futam | 2. futam | 2. futam | Összesítés | Összesítés |
| Versenyző         | Versenyszám      | Idő      | Hely.    | Idő      | Hely.    | Idő        | Helyezés   |
| ----------------- | ---------------- | -------- | -------- | -------- | -------- | ---------- | ---------- |
| Heidi Biebl       | Lesiklás         |          |          |          |          | 1:57,87    | 4.         |
| Heidi Biebl       | Műlesiklás       | 44,61    | 4.       | 49,43    | 7.       | 1:34,04    | 4.         |
| Heidi Biebl       | Óriás-műlesiklás |          |          |          |          | kizárták   | kizárták   |
| Burgl Färbinger   | Lesiklás         |          |          |          |          | 2:01,23    | 12.        |
| Burgl Färbinger   | Műlesiklás       | kizárták | kizárták | kiesett  | kiesett  | kiesett    | kiesett    |
| Burgl Färbinger   | Óriás-műlesiklás |          |          |          |          | 1:58,84    | 18.        |
| Barbi Henneberger | Lesiklás         |          |          |          |          | 1:58,03    | 5.         |
| Barbi Henneberger | Műlesiklás       | 47,17    | 14.      | 50,38    | 10.      | 1:37,55    | 10.*       |
| Barbi Henneberger | Óriás-műlesiklás |          |          |          |          | 1:54,26    | 7.         |
| Heidi Mittermaier | Lesiklás         |          |          |          |          | 2:03,05    | 23.        |
| Heidi Mittermaier | Műlesiklás       | 47,41    | 16.      | 50,14    | 9.       | 1:37,55    | 10.*       |
| Heidi Mittermaier | Óriás-műlesiklás |          |          |          |          | 2:00,77    | 22.        |

* - egy másik versenyzővel azonos eredményt ért el

## Biatlon
| Versenyző           | Lövőhiba | Időeredmény | Helyezés |
| ------------------- | -------- | ----------- | -------- |
| Helmut Klöpsch      | 3        | 1:38:08,5   | 31.      |
| Hans-Dieter Riechel | 3        | 1:34:30,9   | 21.      |
| Dieter Ritter       | 8        | 1:38:51,4   | 33.      |
| Egon Schnabel       | 2        | 1:34:53,0   | 24.      |

## Bob
| Versenyző                                                  | Versenyszám | 1. futam | 1. futam | 2. futam | 2. futam | 3. futam | 3. futam | 4. futam | 4. futam | Összesítés | Összesítés |
| Versenyző                                                  | Versenyszám | Idő      | Hely.    | Idő      | Hely.    | Idő      | Hely.    | Idő      | Hely.    | Idő        | Helyezés   |
| ---------------------------------------------------------- | ----------- | -------- | -------- | -------- | -------- | -------- | -------- | -------- | -------- | ---------- | ---------- |
| Franz Wörmann Hubert Braun                                 | Kettes      | 1:06,87  | 10.      | 1:06,42  | 8.       | 1:05,17  | 1.       | 1:06,24  | 3.       | 4:24,70    | 6.         |
| Hans Maurer Rupert Grasegger                               | Kettes      | 1:06,72  | 8.       | 1:07,76  | 16.      | 1:06,92  | 12.*     | 1:08,37  | 17.      | 4:29,77    | 14.        |
| Franz Schelle Ludwig Siebert Josef Sterff Otto Göbl        | Négyes      | 1:04,21  | 7.       | 1:03,50  | 1.       | 1:04,15  | 5.       | 1:04,33  | 6.       | 4:16,19    | 5.         |
| Franz Wörmann Anton Wackerle Rupert Grasegger Hubert Braun | Négyes      | 1:04,47  | 10.      | 1:04,42  | 10.      | 1:05,25  | 14.      | 1:04,54  | 7.       | 4:18,68    | 9.         |

* - egy másik csapattal azonos eredményt ért el

## Északi összetett
| Versenyző        | Síugrás  | Síugrás  | Síugrás  | Síugrás  | Síugrás  | Síugrás  | Síugrás | Síugrás | Sífutás | Sífutás | Sífutás | Összesítés | Összesítés |
| Versenyző        | 1. ugrás | 1. ugrás | 2. ugrás | 2. ugrás | 3. ugrás | 3. ugrás | Össz.   | Össz.   | Sífutás | Sífutás | Sífutás | Összesítés | Összesítés |
| Versenyző        | Távolság | Pont     | Távolság | Pont     | Távolság | Pont     | Pont    | Hely.   | Idő     | Pont    | Hely.   | Pont       | Helyezés   |
| ---------------- | -------- | -------- | -------- | -------- | -------- | -------- | ------- | ------- | ------- | ------- | ------- | ---------- | ---------- |
| Rainer Dietel    | 72,0     | 114,5    | 67,5     | 109,3    | 65,5     | (108,3)  | 223,8   | 6.      | 54:07,3 | 193,34  | 15.     | 417,14     | 9.         |
| Horst Möhwald    | 65,5     | 97,0     | 64,0     | (89,4)   | 61,0     | 92,2     | 189,2   | 23.     | 52:56,2 | 206,98  | 11.     | 396,18     | 17.        |
| Georg Thoma      | 73,0     | 122,0    | 71,0     | 119,1    | 66,0     | (112,7)  | 241,1   | 1.      | 52:31,2 | 211,78  | 10.     | 452,88     |            |
| Roland Weißpflog | 62,0     | (101,3)  | 71,0     | 117,1    | 68,0     | 115,3    | 232,4   | 4.      | 56:18,2 | 169,30  | 23.     | 401,70     | 16.        |

## Gyorskorcsolya
Férfi
| Versenyző       | Versenyszám | Eredmény | Helyezés |
| --------------- | ----------- | -------- | -------- |
| Herbert Höfl    | 500 m       | 42,3     | 24.*     |
| Herbert Höfl    | 1500 m      | 2:16,8   | 26.*     |
| Helmut Kuhnert  | 500 m       | 41,8     | 16.*     |
| Jürgen Schmidt  | 1500 m      | 2:20,0   | 39.      |
| Jürgen Schmidt  | 5000 m      | 8:36,6   | 39.      |
| Günther Tilch   | 500 m       | 42,3     | 24.*     |
| Günter Traub    | 500 m       | 43,4     | 33.*     |
| Günter Traub    | 1500 m      | 2:15,3   | 17.      |
| Günter Traub    | 5000 m      | 7:53,9   | 11.      |
| Günter Traub    | 10 000 m    | 16:58,4  | 19.      |
| Jürgen Traub    | 10 000 m    | 17:08,9  | 21.      |
| Gerd Zimmermann | 1500 m      | 2:17,3   | 29.      |
| Gerd Zimmermann | 5000 m      | 7:56,8   | 13.      |
| Gerd Zimmermann | 10 000 m    | 16:22,5  | 7.       |

Női
| Versenyző         | Versenyszám | Eredmény | Helyezés |
| ----------------- | ----------- | -------- | -------- |
| Sigrit Behrenz    | 500 m       | 50,9     | 25.*     |
| Rita Blankenburg  | 3000 m      | 5:40,8   | 17.      |
| Helga Haase       | 500 m       | 47,2     | 8.       |
| Helga Haase       | 1000 m      | 1:35,7   | 4.       |
| Helga Haase       | 1500 m      | 2:28,6   | 5.       |
| Erika Heinicke    | 1000 m      | 1:43,2   | 23.      |
| Erika Heinicke    | 1500 m      | 2:40,4   | 28.      |
| Erika Heinicke    | 3000 m      | 5:56,0   | 28.      |
| Inge Lieckfeldt   | 1500 m      | 2:36,2   | 21.      |
| Inge Lieckfeldt   | 3000 m      | 5:42,7   | 21.*     |
| Brigitte Reichert | 500 m       | 49,8     | 21.      |
| Brigitte Reichert | 1000 m      | 1:44,9   | 25.      |

* - egy másik versenyzővel azonos eredményt ért el

## Jégkorong
| Egyesült Német Csapat férfi jégkorongcsapat-játékoskeret                                      | Egyesült Német Csapat férfi jégkorongcsapat-játékoskeret                                                         | Egyesült Német Csapat férfi jégkorongcsapat-játékoskeret                                     |
| --------------------------------------------------------------------------------------------- | --- | -------------------------------------------------------------------------------------------- |
| - Paul Ambros - Bernd Herzig - Michael Hobelsberger - Ernst Köpf - Ulli Jansen - Albert Loibl | - Sepp Reif - Otto Schneitberger - Georg Scholz - Siegfried Schubert - Horst Franz Schuldes - Dieter Schwimmbeck | - Kurt Sepp - Ernst Tautwein - Sylvester Wackerle, Jr. - Leonhard Waitl - Helmut Zanghellini |

### Eredmények
Selejtező
| 1964. január 28. | Egyesült Német Csapat (EUA) | 2 – 1 (0–1, 1–0, 1–0) | Lengyelország | Innsbruck |

|  |  |  |  |  |
|  |  |  |  |  |
|  |  |  |  |  |
|  |  |  |  |  |

Döntő csoportkör
| 1964. január 29. | Csehszlovákia (TCH) | 11 – 1 (3–0, 4–0, 4–1) | Egyesült Német Csapat | Innsbruck |

|  |  |  |  |  |
|  |  |  |  |  |
|  |  |  |  |  |
|  |  |  |  |  |

| 1964. január 31. | Egyesült Államok (USA) | 8 – 0 (0–0, 2–0, 6–0) | Egyesült Német Csapat | Innsbruck |

|  |  |  |  |  |
|  |  |  |  |  |
|  |  |  |  |  |
|  |  |  |  |  |

| 1964. február 2. | Kanada (CAN) | 4 – 2 (2–1, 0–0, 2–1) | Egyesült Német Csapat | Innsbruck |

|  |  |  |  |  |
|  |  |  |  |  |
|  |  |  |  |  |
|  |  |  |  |  |

| 1964. február 4. | Svédország (SWE) | 10 – 2 (2–1, 4–1, 4–0) | Egyesült Német Csapat | Innsbruck |

|  |  |  |  |  |
|  |  |  |  |  |
|  |  |  |  |  |
|  |  |  |  |  |

| 1964. február 5. | Szovjetunió (URS) | 10 – 0 (2–0, 5–0, 3–0) | Egyesült Német Csapat | Innsbruck |

|  |  |  |  |  |
|  |  |  |  |  |
|  |  |  |  |  |
|  |  |  |  |  |

| 1964. február 7. | Egyesült Német Csapat (EUA) | 6 – 5 (2–3, 0–1, 4–1) | Svájc | Innsbruck |

|  |  |  |  |  |
|  |  |  |  |  |
|  |  |  |  |  |
|  |  |  |  |  |

| 1964. február 8. | Finnország (FIN) | 1 – 2 (0–0, 1–1, 0–1) | Egyesült Német Csapat | Innsbruck |

|  |  |  |  |  |
|  |  |  |  |  |
|  |  |  |  |  |
|  |  |  |  |  |

Végeredmény
| Csapat                | M | Gy | D | V | G+ | G– | Gk  | P  |
| --------------------- | - | -- | - | - | -- | -- | --- | -- |
| Szovjetunió           | 7 | 7  | 0 | 0 | 54 | 10 | +44 | 14 |
| Svédország            | 7 | 5  | 0 | 2 | 47 | 16 | +31 | 10 |
| Csehszlovákia         | 7 | 5  | 0 | 2 | 38 | 19 | +19 | 10 |
| Kanada                | 7 | 5  | 0 | 2 | 32 | 17 | +15 | 10 |
| Egyesült Államok      | 7 | 2  | 0 | 5 | 29 | 33 | –4  | 4  |
| Finnország            | 7 | 2  | 0 | 5 | 10 | 31 | –21 | 4  |
| Egyesült Német Csapat | 7 | 2  | 0 | 5 | 13 | 49 | –36 | 4  |
| Svájc                 | 7 | 0  | 0 | 7 | 9  | 57 | –48 | 0  |

| Csapat                | Helyezés |
| --------------------- | -------- |
| Egyesült Német Csapat | 7.       |

## Műkorcsolya
| Versenyző                             | Versenyszám  | Kötelező elemek   | Kötelező elemek | Kűr               | Kűr   | Összesítés                     | Összesítés                     | Összesítés                     | Összesítés                     | Összesítés                     | Összesítés                     | Összesítés                     | Összesítés                     | Összesítés                     | Összesítés        | Összesítés        | Összesítés  | Összesítés | Összesítés |
| Versenyző                             | Versenyszám  | Kötelező elemek   | Kötelező elemek | Kűr               | Kűr   | Helyezési pontszámok bírónként | Helyezési pontszámok bírónként | Helyezési pontszámok bírónként | Helyezési pontszámok bírónként | Helyezési pontszámok bírónként | Helyezési pontszámok bírónként | Helyezési pontszámok bírónként | Helyezési pontszámok bírónként | Helyezési pontszámok bírónként | Több. hely. száma | Több. hely. össz. | Hely. össz. | Pont       | Helyezés   |
| Versenyző                             | Versenyszám  | Több. hely. száma | Hely.           | Több. hely. száma | Hely. | 1                              | 2                              | 3                              | 4                              | 5                              | 6                              | 7                              | 8                              | 9                              | Több. hely. száma | Több. hely. össz. | Hely. össz. | Pont       | Helyezés   |
| ------------------------------------- | ------------ | ----------------- | --------------- | ----------------- | ----- | ------------------------------ | ------------------------------ | ------------------------------ | ------------------------------ | ------------------------------ | ------------------------------ | ------------------------------ | ------------------------------ | ------------------------------ | ----------------- | ----------------- | ----------- | ---------- | ---------- |
| Manfred Schnelldorfer                 | Férfi egyéni | 7×2+              | 1.              | 6×2+              | 1.    | 1,0                            | 2,0                            | 1,0                            | 3,0                            | 1,0                            | 1,0                            | 1,0                            | 2,0                            | 1,0                            | 6×1+              | 6,0               | 13,0        | 1916,9     |            |
| Ralph Borghard                        | Férfi egyéni | 5×11+             | 10.             | 5×7.5+            | 7.    | 9,0                            | 12,0                           | 12,0                           | 11,0                           | 8,0                            | 10,0                           | 8,0                            | 14,0                           | 6,0                            | 5×10+             | 41,0              | 90,0        | 1742,2     | 11.        |
| Sepp Schönmetzler                     | Férfi egyéni | 5×12+             | 12.             | 5×7.5+            | 8.    | 7,0                            | 11,0                           | 8,0                            | 14,0                           | 13,0                           | 11,0                           | 12,0                           | 8,0                            | 8,0                            | 6×11+             | 53,0              | 92,0        | 1743,1     | 12.        |
| Inge Paul                             | Női egyéni   | 7×17+             | 17.             | 7×14+             | 12.   | 11,0                           | 11,0                           | 17,0                           | 27,0                           | 19,0                           | 16,0                           | 13,0                           | 11,0                           | 14,0                           | 5×14+             | 60,0              | 139,0       | 1720,3     | 14.        |
| Gabriele Seyfert                      | Női egyéni   | 6×21+             | 21.             | 5×17+             | 17.   | 18,0                           | 26,0                           | 25,0                           | 18,0                           | 20,0                           | 17,0                           | 19,0                           | 17,0                           | 17,0                           | 5×18+             | 87,0              | 177,0       | 1685,1     | 19.        |
| Uschi Keßler                          | Női egyéni   | 5×25+             | 25.             | 5×18+             | 18.   | 24,0                           | 23,0                           | 24,0                           | 24,0                           | 22,0                           | 21,0                           | 24,0                           | 26,0                           | 25,0                           | 7×24+             | 162,0             | 213,0       | 1642,3     | 24.        |
| Marika Kilius Hans-Jürgen Bäumler     | Páros        |                   |                 |                   |       | 1,0                            | 1,0                            | 1,0                            | 3,0                            | 1,0                            | 2,0                            | 2,0                            | 2,0                            | 2,0                            | 8×2+              | 12,0              | 15,0        | 103,6      | *          |
| Brigitte Wokoeck Heinz-Ulrich Walther | Páros        |                   |                 |                   |       | 12,5                           | 9,0                            | 6,0                            | 12,0                           | 11,0                           | 12,0                           | 10,0                           | 14,0                           | 17,0                           | 6×12+             | 60,0              | 103,5       | 88,8       | 11.        |
| Margit Senf Peter Göbel               | Páros        |                   |                 |                   |       | 12,5                           | 16,0                           | 13,0                           | 17,0                           | 10,0                           | 13,0                           | 12,0                           | 11,0                           | 9,0                            | 5×12+             | 54,5              | 113,5       | 87,9       | 13.        |

* - egy másik párossal azonos helyen végzett

## Sífutás
Férfi
| Versenyző                                            | Versenyszám     | Eredmény      | Helyezés      |
| ---------------------------------------------------- | --------------- | ------------- | ------------- |
| Karl Buhl                                            | 15 km           | 57:10,2       | 44.           |
| Rudolf Dannhauer                                     | 30 km           | 1:40:35,7     | 32.           |
| Rudolf Dannhauer                                     | 50 km           | nem ért célba | nem ért célba |
| Walter Demel                                         | 15 km           | 54:37,0       | 22.           |
| Walter Demel                                         | 30 km           | 1:33:10,2     | 10.           |
| Alfons Dorner                                        | 30 km           | 1:41:09,5     | 34.           |
| Enno Röder                                           | 15 km           | 54:52,8       | 24.           |
| Heinz Seidel                                         | 30 km           | 1:40:01,0     | 29.           |
| Herbert Steinbeißer                                  | 50 km           | 3:06:52,2     | 30.           |
| Helmut Weidlich                                      | 15 km           | 56:04,6       | 36.           |
| Siegfried Weiß                                       | 50 km           | 3:00:43,0     | 24.           |
| Heinz Seidel Helmut Weidlich Enno Röder Walter Demel | 4 × 10 km váltó | 2:26:34,4     | 7.            |

Női
| Versenyző                                                  | Versenyszám    | Eredmény  | Helyezés |
| ---------------------------------------------------------- | -------------- | --------- | -------- |
| Rita Czech-Blasl                                           | 5 km           | 19:09,1   | 12.      |
| Rita Czech-Blasl                                           | 10 km          | 44:07,8   | 15.      |
| Renate Dannhauer-Borges                                    | 5 km           | 19:17,0   | 15.*     |
| Renate Dannhauer-Borges                                    | 10 km          | 43:52,7   | 14.      |
| Christine Nestler                                          | 5 km           | 19:21,4   | 17.      |
| Christine Nestler                                          | 10 km          | 43:38,2   | 13.      |
| Elfriede Spiegelhauer-Uhlig                                | 5 km           | 19:52,3   | 19.      |
| Elfriede Spiegelhauer-Uhlig                                | 10 km          | 44:08,8   | 16.      |
| Christine Nestler Rita Czech-Blasl Renate Dannhauer-Borges | 3 × 5 km váltó | 1:04:29,9 | 4.       |

* - egy másik versenyzővel azonos eredményt ért el

## Síugrás
| Versenyző        | Versenyszám | 1. ugrás | 1. ugrás | 1. ugrás | 2. ugrás | 2. ugrás | 2. ugrás | 3. ugrás | 3. ugrás | 3. ugrás | Összesítés | Összesítés |
| Versenyző        | Versenyszám | Távolság | Pont     | Hely.    | Távolság | Pont     | Hely.    | Távolság | Pont     | Hely.    | Pont       | Helyezés   |
| ---------------- | ----------- | -------- | -------- | -------- | -------- | -------- | -------- | -------- | -------- | -------- | ---------- | ---------- |
| Dieter Bokeloh   | Nagysánc    | 92,0     | 108,1    | 5.       | 83,0     | (99,5)   | 20.*     | 83,5     | 106,5    | 3.*      | 214,6      | 4.         |
| Max Bolkart      | Normálsánc  | 69,5     | (92,7)   | 42.      | 72,5     | 98,1     | 31.      | 70,0     | 93,4     | 40.      | 191,5      | 37.*       |
| Karl-Heinz Munk  | Normálsánc  | 77,0     | 104,9    | 5.       | 75,0     | 102,1    | 13.*     | 74,0     | (100,4)  | 17.*     | 207,0      | 9.         |
| Karl-Heinz Munk  | Nagysánc    | 91,5     | (74,4)~  | 49.      | 87,0     | 104,5    | 11.      | 80,0     | 96,1     | 20.      | 200,6      | 21.        |
| Dieter Neuendorf | Normálsánc  | 78,5     | 109,3    | 3.       | 77,0     | 105,4    | 4.*      | 75,0     | (102,8)  | 9.       | 214,7      | 5.         |
| Dieter Neuendorf | Nagysánc    | 92,5     | 109,8    | 3.       | 84,5     | 102,8    | 15.      | 83,0     | (101,8)  | 6.       | 212,6      | 8.         |
| Helmut Recknagel | Normálsánc  | 75,5     | (101,3)  | 12.      | 77,0     | 105,4    | 4.*      | 75,5     | 105,0    | 4.       | 210,4      | 6.         |
| Helmut Recknagel | Nagysánc    | 89,0     | 107,0    | 6.       | 86,5     | 105,8    | 7.       | 78,0     | (98,2)   | 13.      | 212,8      | 7.         |

* - egy másik versenyzővel azonos eredményt ért el

~ - az ugrás során elesett

## Szánkó
| Versenyző                           | Versenyszám | 1. futam      | 1. futam      | 2. futam      | 2. futam      | 3. futam | 3. futam | 4. futam | 4. futam | Összesítés | Összesítés |
| Versenyző                           | Versenyszám | Idő           | Hely.         | Idő           | Hely.         | Idő      | Hely.    | Idő      | Hely.    | Idő        | Helyezés   |
| ----------------------------------- | ----------- | ------------- | ------------- | ------------- | ------------- | -------- | -------- | -------- | -------- | ---------- | ---------- |
| Klaus-Michael Bonsack               | Férfi egyes | 51,61         | 2.            | 51,33         | 1.            | 51,68    | 2.       | 52,42    | 1.       | 3:27,04    |            |
| Thomas Köhler                       | Férfi egyes | 51,27         | 1.            | 51,53         | 2.            | 51,50    | 1.       | 52,47    | 2.       | 3:26,77    |            |
| Fritz Nachmann                      | Férfi egyes | nem ért célba | nem ért célba | kiesett       | kiesett       | kiesett  | kiesett  | kiesett  | kiesett  | kiesett    | kiesett    |
| Hans Plenk                          | Férfi egyes | 52,12         | 3.            | 52,25         | 3.            | 52,31    | 3.       | 53,47    | 7.       | 3:30,15    |            |
| Minna Blüml                         | Női egyes   | 56,87         | 16.           | 53,80         | 8.            | 52,33    | 4.       | 53,32    | 6.       | 3:36,32    | 10.        |
| Ortrun Enderlein                    | Női egyes   | 51,13         | 1.            | 51,12         | 1.            | 50,87    | 1.       | 51,55    | 1.       | 3:24,67    |            |
| Ilse Geisler                        | Női egyes   | 51,28         | 2.            | 51,48         | 2.            | 51,20    | 2.       | 53,46    | 7.       | 3:27,42    |            |
| Walter Eggert Helmut Vollprecht     | Kettes      | 51,27         | 3.            | 51,81         | 4.            |          |          |          |          | 1:43,08    | 4.         |
| Thomas Köhler Klaus-Michael Bonsack | Kettes      | 53,13         | 11.           | nem ért célba | nem ért célba |          |          |          |          | kiesett    | kiesett    |

* - egy másik versenyzővel azonos eredményt ért el